# Troisième circonscription de la préfecture d'Ibaraki
La troisième circonscription de la préfecture d'Ibaraki (茨城県第3区, Ibaraki-ken dai-san-ku) est l'une des sept circonscriptions législatives que compte la préfecture d'Ibaraki au Japon.

## Description géographique
Entre 1994 et 2002, la troisième circonscription de la préfecture d'Ibaraki regroupait les villes de Ryūgasaki, Toride et Ushiku, une partie du district d'Inashiki comprenant les bourgs d'Edosaki (ja) et Ami et les villages de Miho, Shintone (ja), Kawachi, Sakuragawa (ja) et Azuma (ja), et le district de Kitasōma.
Entre 2002 et 2013, elle était composée des mêmes unités administratives — Shintone, Kawachi et Azuma étant cependant devenus des bourgs — et de la ville de Moriya.
Depuis 2013, elle comprend les villes de Ryūgasaki, Toride, Ushiku, Moriya et Inashiki et les districts d'Inashiki et Kitasōma,.

## Députés
| Législature | Début de mandat | Fin de mandat | Député élu            | Parti politique | Parti politique |
| ----------- | --------------- | ------------- | --------------------- | --------------- | --------------- |
| 41e         | 1996            | 2000          | Toshio Nakayama (ja)  |                 | PLD             |
| 42e         | 2000            | 2003          | Nobuyuki Hanashi (ja) |                 | PLD             |
| 43e         | 2003            | 2005          | Yasuhiro Hanashi      |                 | PLD             |
| 44e         | 2005            | 2009          | Yasuhiro Hanashi      |                 | PLD             |
| 45e         | 2009            | 2012          | Toshiaki Koizumi (ja) |                 | PDJ             |
| 46e         | 2012            | 2014          | Yasuhiro Hanashi      |                 | PLD             |
| 47e         | 2014            | 2017          | Yasuhiro Hanashi      |                 | PLD             |
| 48e         | 2017            | 2021          | Yasuhiro Hanashi      |                 | PLD             |
| 49e         | 2021            | 2024          | Yasuhiro Hanashi      |                 | PLD             |
| 50e         | 2024            | -             | Yasuhiro Hanashi      |                 | PLD             |